# Ingeborg Lundin
Berta Ingeborg Viola Lundin (gift Samuelsson), född 30 mars 1921 i Växjö, död 26 juli 1992 i Orrefors, var en svensk glaskonstnär.

## Biografi
Lundin studerade vid Konstfackskolan i Stockholm där hon även verkade som teckningslärare. Hon anställdes vid Orrefors glasbruk 1947 som formgivare, där hon arbetade med både bruksglas och konstglas.
Hon tilldelades Lunningpriset 1954 och en guldmedalj vid Milanotriennalen 1957, som gav henne internationell ryktbarhet. Hon har ställt ut upprepande gånger tillsammans med andra glaskonstnärer från Orrefors, bland annat på Nordiska kompaniet och Smålands museum i Växjö 1952, på Nationalmuseum, Röhsska konstslöjdmuseet i Göteborg och i Örebro konsthall 1954, Hälsingborgsutställningen 1955 samt på Orrefors glasbruksmuseum 1957. Tillsammans med andra konstnärer från Orrefors deltog hon som inbjuden på Foraaudstillingen på Charlottenborg i Köpenhamn 1953. 1954–1955 var hon representerad på den stora vandringsutställningen Design in Scandinavia i USA av skandinavisk konstindustri och konsthantverk. 1971 lämnade hon Orrefors, men återkom i början av 1990-talet med en serie unika glas för Målerås glasbruk 1990–1991. Lundin finns representerad vid bland annat Nationalmuseum. i Stockholm och Röhsska museet

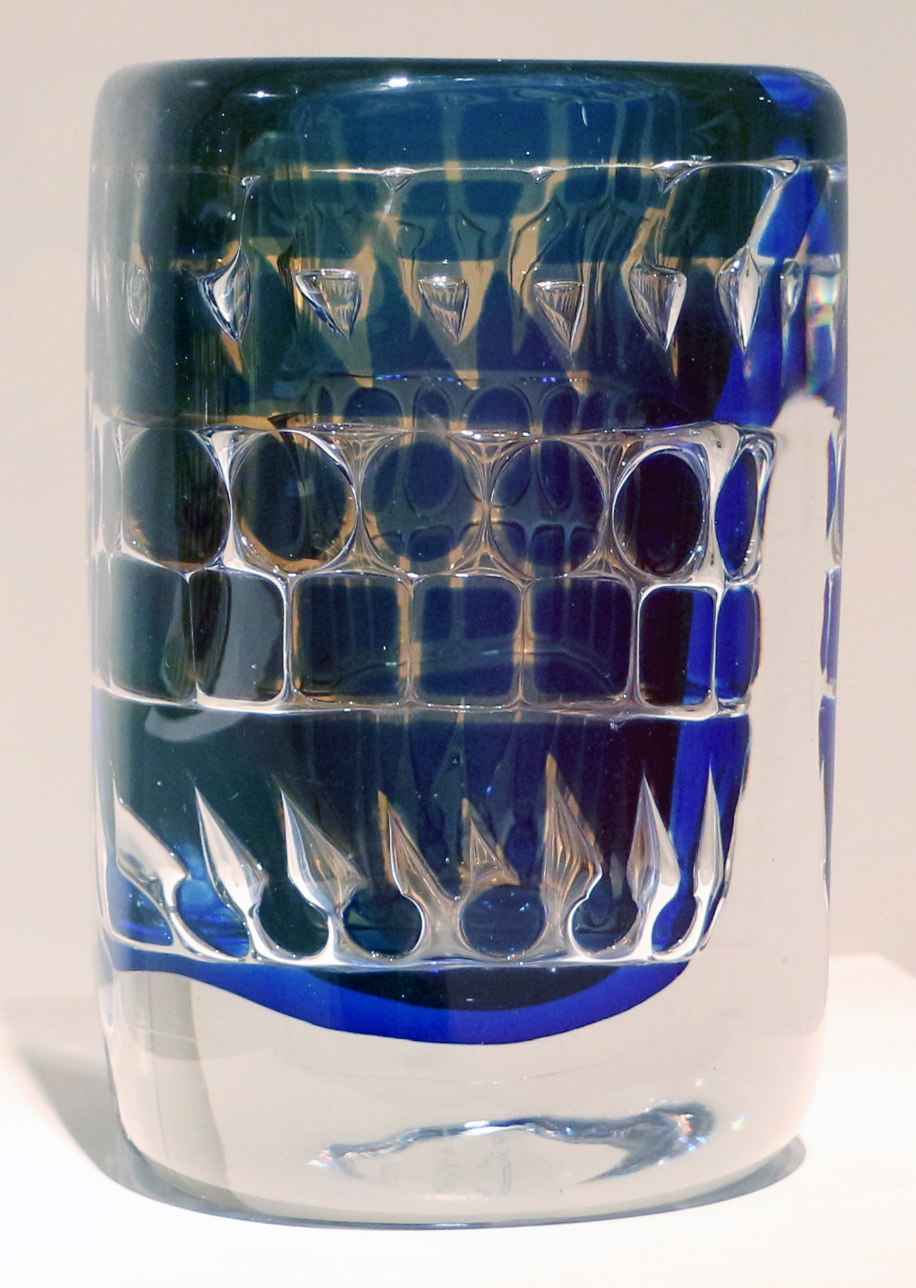
Vas i Ariel-teknik för Orrefors glasbruk, 1960-tal